# Kilométer

A kilométer eredeti meghatározása

A kilométer (SI-jele: km) hosszúságegység a metrikus rendszerben, amely egyenlő ezer méterrel (a kilo- az 1000-szeres szorzó SI-prefixuma). A legtöbb helyen a települések távolságát és az utak hosszát kilométerben mérik. A kevés kivétel közé tartozik az Amerikai Egyesült Államok és az Egyesült Királyság, ahol erre a célra a mérföldet használják hivatalosan.

## Átváltása
| Összehasonlítás más hosszegységekkel: | Összehasonlítás más hosszegységekkel: |
| ------------------------------------- | ------------------------------------- |
| Egy (1) km ≡                          | 1,00•103 (1000) m                     |
| Egy (1) km ≡                          | 1,00•105 (100 000) cm                 |
| Egy (1) km ≈                          | 3,24•10−14 parszek                    |
| Egy (1) km ≈                          | 1,06•10−13 fényév                     |
| Egy (1) km ≈                          | 6,68•10−9 csillagászati egység        |
| Egy (1) km ≈                          | 5,40•10−1 (0,540) tengeri mérföld     |
| Egy (1) km ≈                          | 6,21•10−1 (0,621) mérföld             |
| Egy (1) km ≈                          | 1,09•103 (1094) yard                  |
| Egy (1) km ≈                          | 3,28•103 (3281) láb                   |
| 1,61 km≈                              | Egy (1) mérföld                       |

## Egy kilométer megtett út
Egy útszakasz megtételéhez szükséges idő nemcsak a szakasz hosszától, hanem a sebességtől is függ. Sík terepen egy gyalogos 12 perc alatt tehet meg egy kilométert, míg egy 120 kilométer per órával közlekedő autónak ehhez elég 30 másodperc.
Több versenyszám is egykilométeres távú. Nagyobb versenyeken, például olimpiákon is szerepelnek ilyen távok, de a legtöbb ilyen versenyszám helyi jelentőségű, még akkor is, ha világrekordot állítottak fel rajta. A különféle sportok világrekordjai:
| Versenyszám          | Név                   | Idő     | Hely                   | Év                  | Megjegyzés                        |
| -------------------- | --------------------- | ------- | ---------------------- | ------------------- | --------------------------------- |
| Férfi futás          | Noah Ngeny            | 2:11,96 | Rieti, Olaszország     | 1999. szeptember 5. | Nem olimpiai esemény              |
| Női futás            | Szvetlana Maszterkova | 2:28,98 | Brüsszel               | 1996. augusztus 23. | Nem olimpiai esemény              |
| Férfi gyorskorcsolya | Pavel Kulizsnyikov    | 1:05,69 | Salt Lake City         | 2020. február 15.   |                                   |
| Női gyorskorcsolya   | Cindy Klaasen         | 1:13,11 | Calgary                | 2006. március 25.   |                                   |
| Férfi kerékpár       | François Pervis       | 56.303  | Aguascalientes, Mexikó | 2013. december 7.   | Nincs hivatalos 1000 m női rekord |

## Szemléltetése

### Niagara

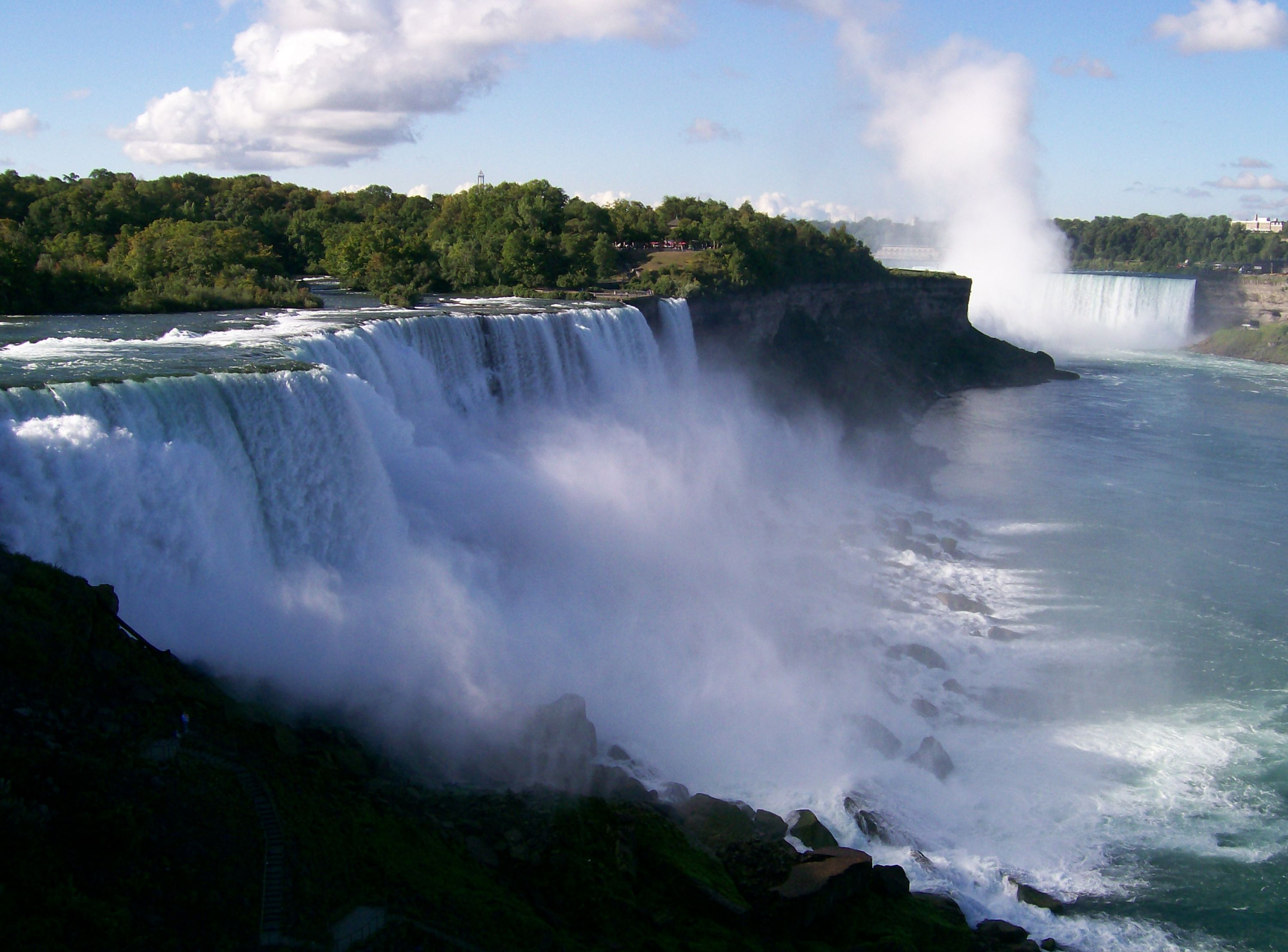
A Niagara-vízesés

A Niagara-vízesés két végének távolsága 1039 m, vagyis egy kicsit több mint egy kilométer. A Kanadára eső rész hossza 790 m, az Egyesült Államokra eső hossz 320 m, ami összesen 1110 m, mivel azonban a Patkó-zuhatag nem egyenes, a légvonalban mért távolság a görbület miatt 304 m.
é. sz. 43,08557°, ny. h. 79,06885°43.085570°N 79.068850°W Az amerikai-zuhatag északkeleti széle (Prospect Point)
d. sz. 43,07901°, ny. h. 79,07798°43.079010°S 79.077980°W A Patkó-zuhatag délnyugati széle

### Mall, London

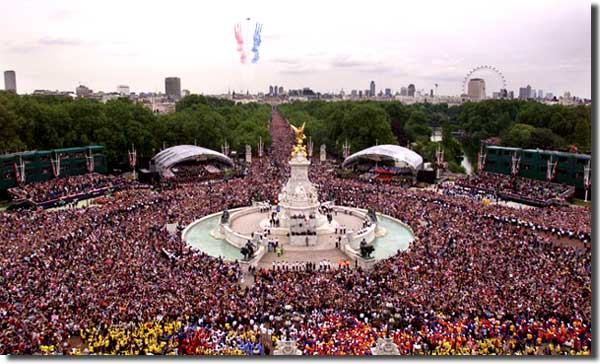
A Mall a Viktória-emlékművel az előtérben

A londoni Buckingham-palotához vezető Mall egyike London fő turistalátványosságainak. A palotával pontosan szemben a Viktória királynő emlékére emelt Viktória-emlékmű áll. A másik végét az Admiralty Arch vezeti át a Mallt a Trafalgár térre. Az Admiralty Arch végpontja és a Viktória-emlékmű távolsága 987 m.
é. sz. 51,50185°, ny. h. 0,14064°51.501850°N 0.140640°W A Viktória-emlékmű középpontja
é. sz. 51,50671°, ny. h. 0,12876°51.506710°N 0.128760°W Az Admiralty Arch bejárata

### Kowloon – Hongkong

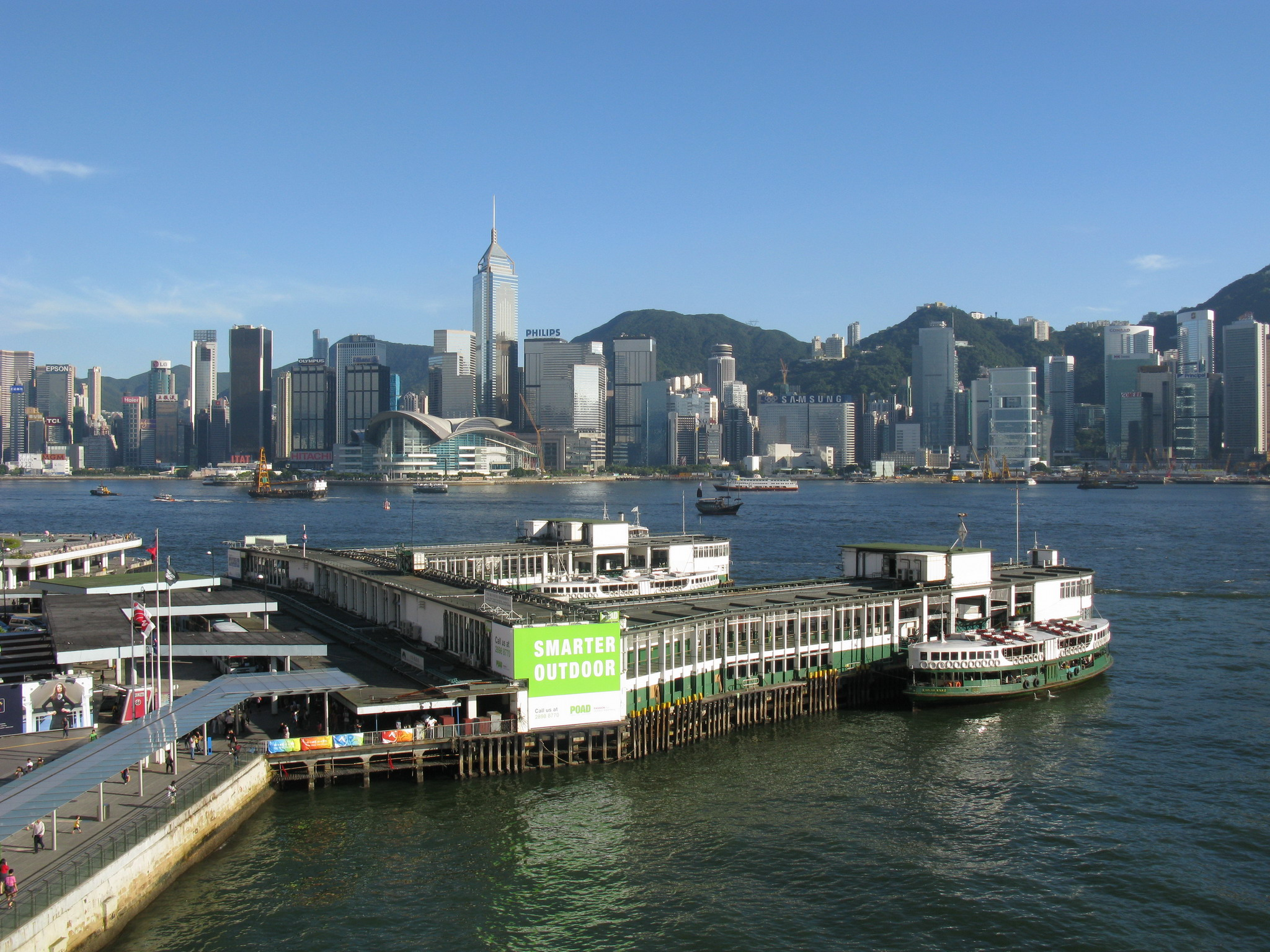
Hongkong – Tsim Sha Tsui móló. A kép közepén látható Kowloon-félszigeti kompkikötő körülbelül egy kilométerre van a Tsim Sha Tsui kompkikötőtől

A Viktória-öböl kettéosztja Hongkongot; a két rész a Kowloon-félsziget és a Hongkong-sziget. 1970-ig az egyetlen átkelési lehetőség a Star Ferry volt, amelynek mindkét oldalon volt kikötője. Az utasbeszálló és a -kiszálló pontok közötti távolság 1007 méter.
é. sz. 22,28707°, k. h. 114,16133°22.287070°N 114.161330°E Hongkong (a Star Ferry központi kerületi mólója)
é. sz. 22,29371°, k. h. 114,16803°22.293710°N 114.168030°E Kowloon (a Star Ferry Tsim Sha Tsui mólója)

### Central Park, Manhattan, New York City
A  New York-i Central Park 849 méter széles. Az Ötödiktől a Nyolcadik sugárútig terjed. A Nyolcadik sugárút és a Madison Avenue közötti távolság 1011 méter. A népszerű park széltében belátható a szomszédos felhőkarcolók tetejéről.

### Függőhidak

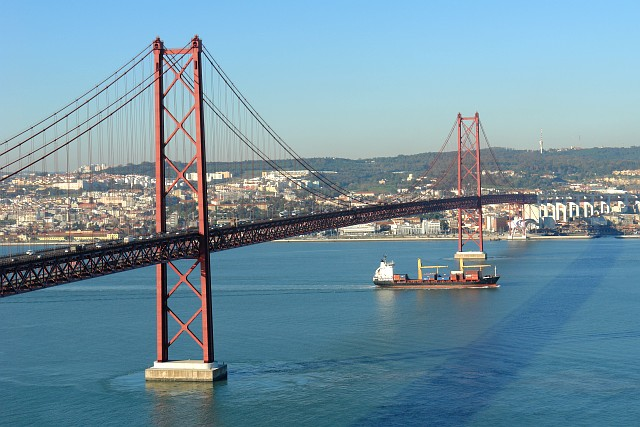
A Tagus híd Lisszabonban. Középső fesztávja 1013 m

Több függőhíd fesztávja is megközelíti vagy meghaladja az egy kilométert. Az első ilyen híd a George Washington Bridge volt New Yorkban, 1067 méteres középső fesztávval. 1931 és 1937 között a leghosszabb fesztávú híd volt.
Ezek a hidak szintén körülbelül egy kilométer fesztávúak:
- 1030 m harmadik Kurushima-Kaikyo híd Japánban
- 1020 m második Kurushima-Kaikyo híd Japánban
- 1013 m Ponte 25 de Abril (Tagus híd) Lisszabonban
- 1006 m Forth Road híd Skóciában
- 990 m Kita Bisan-Seto híd (Great Seto híd) Japánban
- 988 m Severn híd, Anglia, egészen a walesi határig

## Nemzetközi használata

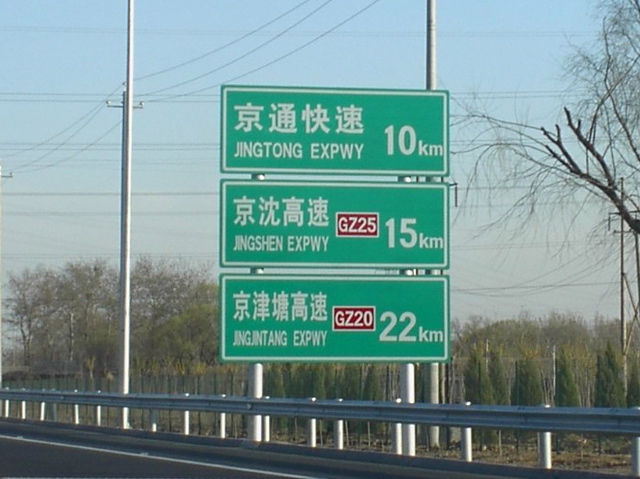
Kínai útjelző tábla Kelet-Pekingben. Habár a főszöveg kínai, a távolságok nemzetközileg felismerhető módon vannak írva

Az Egyesült Királyság és az Amerikai Egyesült Államok az egyedüli két fejlett ország, amely mérföldet használ az útjelző táblákon, nem kilométert.

### Egyesült Királyság
Az Egyesült Királyságban az útjelző táblák mérföldben számolnak, de a helyjelzők, amelyek az útmérnökök számára hivatkozási lehetőséget adnak, és a mentőszolgálat kilométeralapú mértékegységekkel dolgoznak. A mobiltelefonok megjelenésével az angol Közlekedésügyi Minisztérium bevezette a helyjelzéseket mindenki számára, hogy megkönnyítse a kapcsolatfelvételt a mentőkkel.

### Amerikai Egyesült Államok
Az Amerikai Egyesült Államokban az 1995-ös National Highway System Designation Act megtiltotta a közutak jelzéseinek konvertálását metrikus egységekre, és új táblák kihelyezését metrikus egységekkel. Jeffrey Paniati, a Federal Highway Administration vezetője írta, hogy habár volt lehetőségük a projektek alatt a metrikus egységek párhuzamos használatára, ezeket elhagyták, és kizárólag birodalmi mértékegységekkel mérnek. 2000 óta a The Manual on Uniform Traffic Control Devices című kézikönyvben minden adatot metrikus egységben is megadnak.

## Története

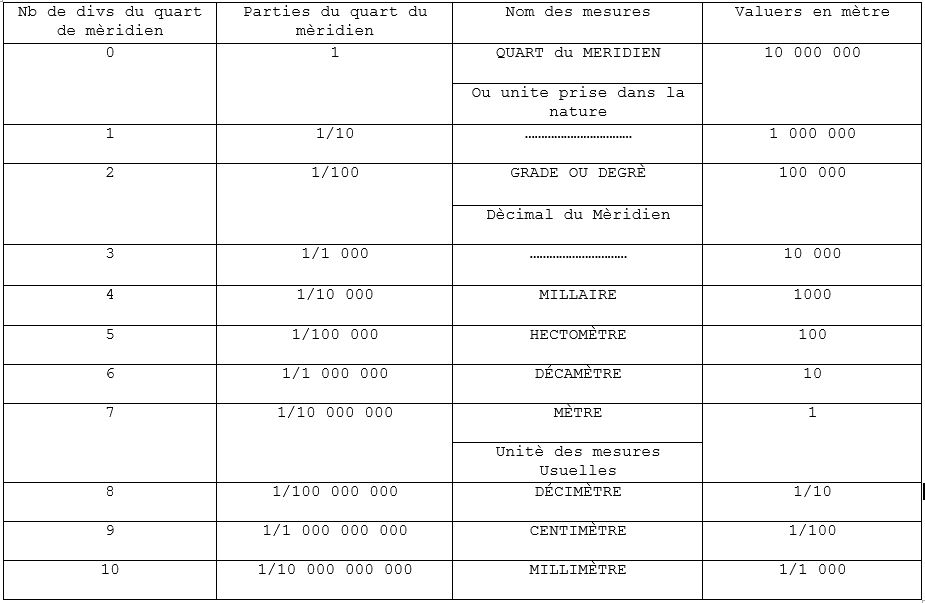
A meridiánok történelmi felosztása Franciaországban

1790. május 8-án a Francia Nemzetgyűlés utasította a Francia Akadémiát, hogy fejlesszenek ki egy új mértékegység-rendszert az egységesítés érdekében. 1793-ban a Francia Nemzetgyűlés elfogadta a métert a hosszmértékek alapjául. A kilométer első neve a Millaire volt. Habár a métert 1799-ben definiálták, a kilométer helyett inkább a myriaméter volt használatos, ami a kilométer tízszerese. A franciául „myriamètre”-nek nevezett mértékegység számtalan helyen szerepel a Develey által írt Physique d'Emile: ou, Principes de la science de la nature című könyvben,
 de a kilometre csak a függelékben kerül elő. 1835-ben francia térképek szintén „myriamètre” és „lieues de Poste” (4288 m) mértékegységekkel jelentek meg.
Hollandia ezzel szemben 1817-ben elfogadta a kilométert, de a „mijl” nevet adták neki. Csak 1867-ben vették át a nemzetközi nevet is.
Német könyvek 1842-ben és 1848-ban áttekintést adtak az éppen használt mértékegységekről: Franciaországban myriaméter, Hollandiában és Itáliában a kilométer szokásos.
1935-ben az International Committee for Weights and Measures (CIPM) hivatalosan eltörölte a „myria” prefixumot (előtétszó), így a myriaméter helyett a kilométert kell használni.

## Fordítás
Ez a szócikk részben vagy egészben  a   Kilometre című angol Wikipédia-szócikk fordításán alapul.  Az eredeti cikk szerkesztőit annak laptörténete sorolja fel. Ez a jelzés csupán a megfogalmazás eredetét és a szerzői jogokat jelzi, nem szolgál a cikkben szereplő információk forrásmegjelöléseként.